# Photocoupleur
Un photocoupleur, ou optocoupleur, est un composant électronique capable de transmettre un signal d'un circuit électrique à un autre, sans qu'il y ait de contact galvanique entre eux.
Le terme de photocoupleur est traduit de l'anglais optocoupler ou optoisolator.

## Composition

Schéma d'un photocoupleur

### Émetteur
La diode électroluminescente est une diode émettant de la lumière infrarouge (émission spontanée) lorsqu'elle est soumise à une polarisation directe. Lorsqu'un courant passe dans la LED, et à partir d'une certaine tension (en général 1,5 volt), la LED s'allume.

### Récepteur
- Le phototransistor est composé de 3 zones : l'émetteur, la base et le collecteur. Le phototransistor est une variante du transistor NPN : le courant passe du collecteur vers l'émetteur, courant dit conventionnel (le courant électronique de l'émetteur vers le collecteur), mais à condition que la base reçoive, non plus du courant, mais de la lumière visible ou infrarouge. Dans la majorité des applications, le phototransistor fonctionne en commutation. Lorsque la LED éclaire (traversée par un courant), alors le courant peut traverser le transistor. On peut alors considérer le transistor comme un interrupteur fermé. Sur le schéma de droite, la diode est représentée entre les broches 1 et 2 tandis que le phototransistor est situé entre les broches 3 (collecteur) et 4 (émetteur). Le phototransistor a un ratio de transfert de courant (CTR[3]) élevé (de 10 % à plus de 150 % [4]), mais une vitesse de commutation moyenne (0,1ms typique).
- La photodiode est, à l'instar du phototransistor, un récepteur de lumière. Comme ce dernier, elle ne laisse passer le courant que si elle est éclairée. Son avantage est d'être beaucoup plus rapide que le phototransistor (0,1 à 1 microseconde typique). En revanche le courant qu'elle commute est plus petit, donc son CTR est plus petit (de 0,1 % à 10 %). De nombreux phototransistors sont équipés de photodiode suivis par un transistor (ou une électronique plus complexe) qui amplifie le courant fourni par la photodiode, ce qui allie vitesse de commutation rapide avec CTR élevé.
- Le photo-darlington est composé d'un phototransistor, suivi d'un transistor normal qui amplifie le courant. Ce photocoupleur a un CTR très élevé, mais une vitesse de commutation moyenne.

### Isolation
Il s'agit de la tension de mode commun entre l'entrée et la sortie de l'optocoupleur. Le constructeur spécifie en général une tension maximale continue et/ou alternative pour laquelle aucun claquage ne se produit. Cette tension doit pour le test être appliquée durant un temps minimum (1 seconde ou 1 minute). Pour obtenir une bonne isolation, les composants optiques sont séparés par un écran transparent, voire dans certains optocoupleurs coulés dans la même résine. Cette tension atteint en général plusieurs kV.

## Modèles particuliers
- Le photo-relais est un photocoupleur dont le récepteur est composé de plusieurs photodiodes en série, qui génèrent une tension lorsqu'elles sont illuminées. Cette tension est appliquée sur la (les) grille(s) d'un ou plusieurs transistors à effet de champ intégrés dans l'optocoupleur. Ce composant se comporte ainsi comme un relais à semi-conducteurs. La vitesse de commutation est lente (comparée aux autres opto-coupleurs), mais un peu plus rapide comparée au relais électro-mécaniques. (1ms à 10ms).
- Le photocoupleur analogique est utilisé pour reproduire un courant précis à travers une isolation galvanique. Il est composé d'un émetteur (une DEL) et de deux récepteurs de caractéristiques aussi identiques que possible. L'un des récepteurs fournit un courant qui est comparé au courant de référence à transmettre. L'autre récepteur se trouve du côté à isoler.

## Évolutions

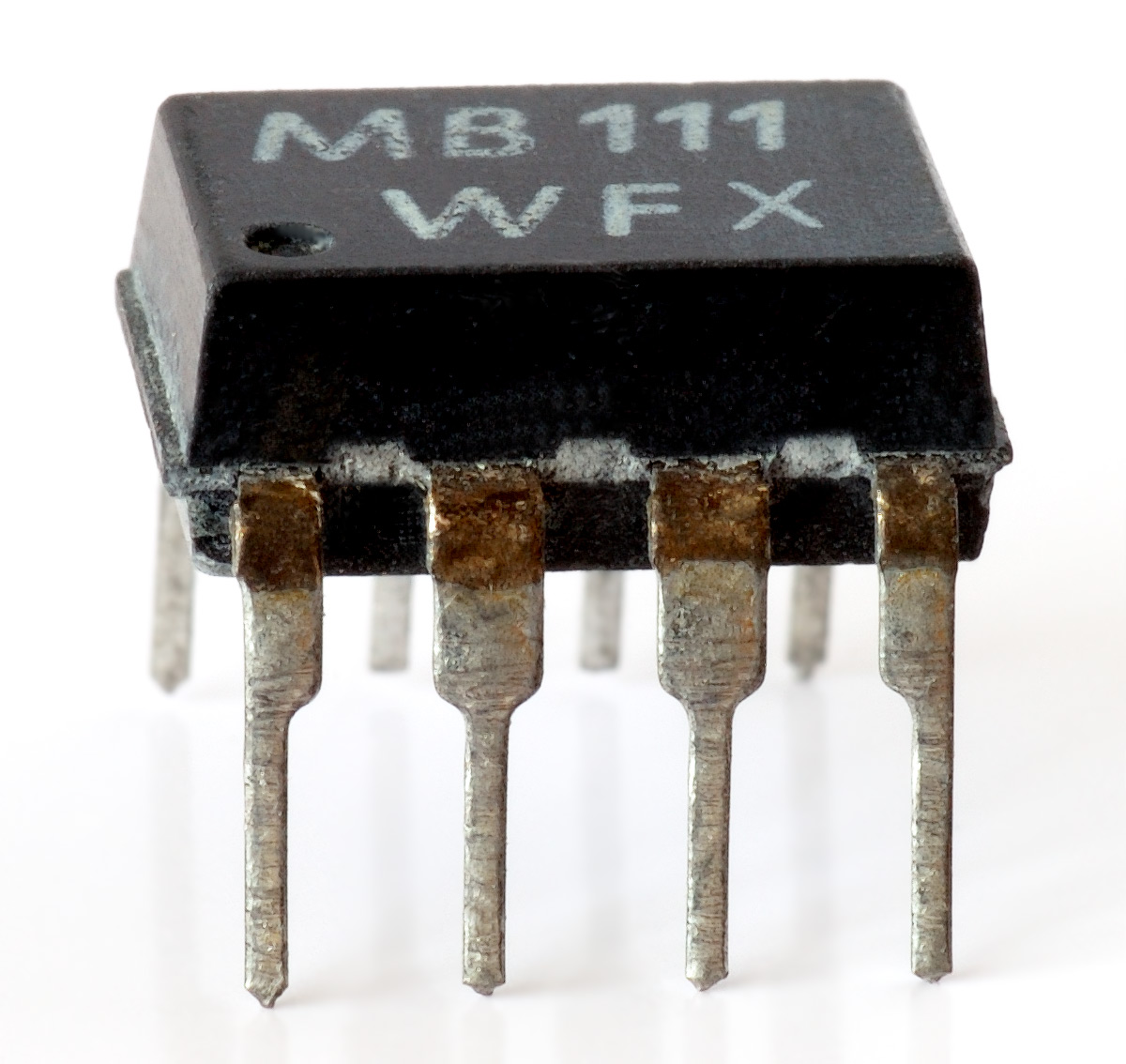
Photocoupleur double

- Photocoupleur multiple : Regroupement sous un même boîtier de 2, 4, 8 ou 16 opto-coupleurs destinés à traiter des transferts d'informations en parallèle.
- Photocoupleur à fente : Le boîtier est ouvert par une fente qui permet d'interrompre le rayon lumineux (dans ce cas là, utilisation de l'infrarouge pour éviter les perturbations). L'introduction d'un objet opaque dans la fente transforme alors le coupleur en interrupteur.

Bien que passés de mode depuis l’apparition du photocoupleur, des coupleurs optiques ont existé et se conçoivent encore aisément, mettant en œuvre par exemple une lampe à incandescence et une photorésistance (LDR) ou une diode électroluminescente et une cellule photoélectrique, éventuellement à travers un conduit optique.
En pratique, on applique un courant à l’entrée (constituée d’une diode électroluminescente) du photocoupleur. La diode irradie vers un capteur situé à petite distance, dans le même boîtier. Les photons incidents y libèrent des électrons permettant l'apparition d'un courant dans le circuit de sortie. Il sera représentatif, sous une forme déterminée, du signal émis.
Il existe de nombreuses variantes de photocoupleurs, dont certains sont plus adaptés au numérique, d'autres aux signaux analogiques. Il en existe à une diode émettrice, mais aussi à deux diodes montées tête-bêche pour rendre l'ensemble insensible à la polarité ou à l'alternance de la tension de commande.
Côté récepteur, on peut trouver une photodiode, un photo-transistor, éventuellement FET, un photo-Darlington, un photo-thyristor, voire un phototriac, avec ou sans détecteur de passage par zéro. L’un ou l’autre de ces composants peut également précéder le composant de puissance, à même la puce : un amplificateur, un trigger de Schmitt (comparateur à hystérésis) ou une porte logique.

## Applications

Exemple de mise en œuvre d'un opto-coupleur

Leurs applications sont innombrables. Celle qui vient immédiatement à l'esprit est le couplage de deux circuits qui ont des alimentations distinctes, sans aucun contact électrique entre eux, ce qui évite les boucles de masse, mais sert aussi de protection des circuits électronique à basse tension, comme les microprocesseurs, ou des humains à l'égard de tensions dangereuses, comme celle du secteur de distribution électrique. Ils font alors office de relais entre le circuit de commande et les circuits de puissance, mais avec un gain considérable de place, d'énergie et de vitesse de transmission possible. Le photocoupleur est incontournable dans le système MIDI Musical Instrument Digital Interface des instruments de musique électronique.